# Blackie & Kanuto
Blackie & Kanuto (o per alcuni specifici paesi in una versione differente - editing & dialoghi - chiamato Head over Hooves) è un film d'animazione del 2012 diretto da Francis Nielsen.
La pellicola, di produzione  Baleuko, Lumiq Studios, Film Investment Piedmont, Art'Mell e Talape , è stata sceneggiata tra gli altri da Angel Pariente.
Il film è stato presentato durante il Festival di Cannes di maggio 2012.
Blackie & Kanuto è uscito in anteprima al Cinema in Italia, a Torino, il 4 dicembre 2013.

## Trama
Blackie è una pecorella nera. Vive, viziata ed orgogliosa, in una fattoria dove ormai è famosa per tutto quello che combina. A Blackie però questo non basta: la pecora si mette infatti in testa di voler andare sulla luna. Ed ecco che l'avventura inizia, un'avventura dove Blackie, accompagnata da Kanuto, il cane da pastore innamorato della pecorella, incontrerà tanti curiosi personaggi. Come due uccelli famosi per i talent show canori dai quali provengono, una mucca cantante lirica, ed un lupo stilista di moda e molto fashion. Blackie vuole realizzare il suo obiettivo, ma Kanuto non vuole nemmeno sentir parlare di razzi.

## Produzione
Blackie & Kanuto è una produzione di Baleuko, Lumiq Studios di Torino , Film Investment Piedmont, Art'Mell e Talape.

## Distribuzione
Le date di uscita internazionali sono state:
- 17 aprile 2013 in Francia (Blackie et Kanuto : Une aventure à décrocher la lune)
- 4 dicembre 2013 in Italia[8]